# Mega Man X Command Mission
Mega Man X Command Mission (Rockman X Command Mission au Japon) est un jeu de rôle de la franchise Mega Man développé par Capcom Production Studio 3 et édité par Capcom sur PlayStation 2 et GameCube. Il s'agit d'un jeu dérivé de la série Mega Man X,,,,,,.

## Trame
Dans les années 22en[Quoi ?], on a pu extraire une substance minérale inconnue, le métal de force. Grâce à ce métal très spécial, une grande révolution technologique apparut pour les Réploïdes[Quoi ?] et les humains. Tout se passait très bien grâce à cette nouvelle substance minérale, mais un groupe de Réploïdes rebelles, sous le nom de rébellion, ont décidé de créer une autre substance minérale encore plus puissante à partir du métal de force, le supra-métal de force. Ceci pouvait donner un grand pouvoir destructrice que potentiel aux Réploïdes.
Les actes de la Rébellion ont été considérés comme terroristes à l'égard des autres Réploïdes par la Fédération : une organisation qui maintient la paix et la justice sur Terre. Aussitôt, les chasseurs de Mavericks, X, Zero, et Shadow sont envoyés à la Méga Cité pour stopper les activités de la rébellion.